# Vita St'opina
Viktorija Ivanivna St'opina, detta Vita (in ucraino Вікторія "Віта" Іванівна Стьопіна?; Zaporižžja, 21 febbraio 1976), è un'altista ucraina, vincitrice della medaglia di bronzo ai Giochi olimpici di Atene nel 2004.

## Palmarès
| Anno | Manifestazione  | Sede       | Evento        | Risultato | Prestazione | Note |
| ---- | --------------- | ---------- | ------------- | --------- | ----------- | ---- |
| 1995 | Mondiali indoor | Barcellona | Salto in alto | nm        |             |      |
| 2004 | Giochi olimpici | Atene      | Salto in alto | Bronzo    | 2,02 m      |      |
| 2008 | Giochi olimpici | Pechino    | Salto in alto | 9ª        | 1,93 m      |      |
| 2011 | Mondiali        | Taegu      | Salto in alto | 17ª (q)   | 1,92 m      |      |
| 2012 | Giochi olimpici | Londra     | Salto in alto | 34ª (q)   | 1,80 m      |      |